# Tureni
Tureni est une commune de Transylvanie, en Roumanie, dans le județ de Cluj. Elle est composée des villages de Tureni, Ceanu Mic, Comșești, Mărtinești, Micești.

## Galerie d'images

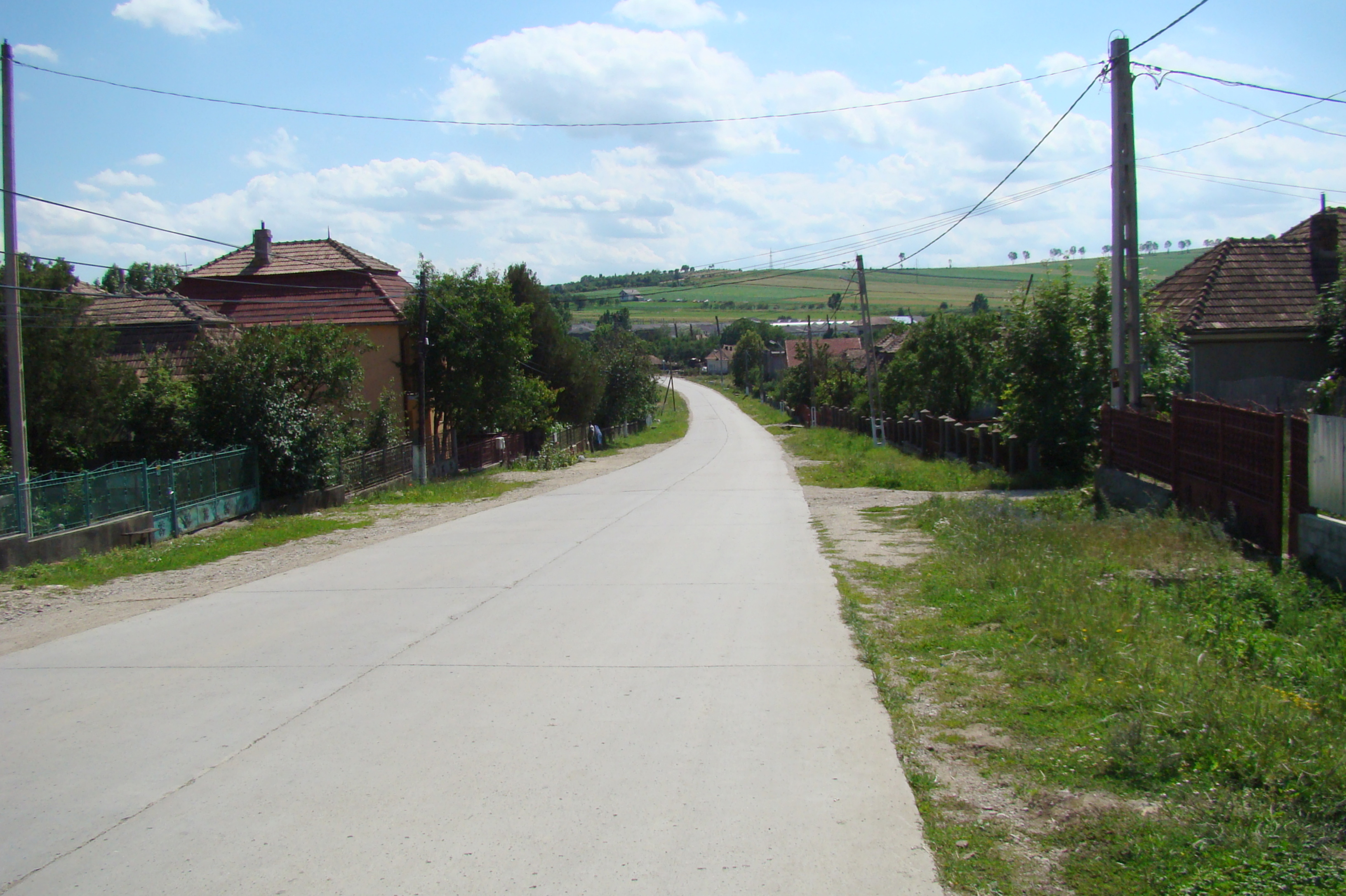
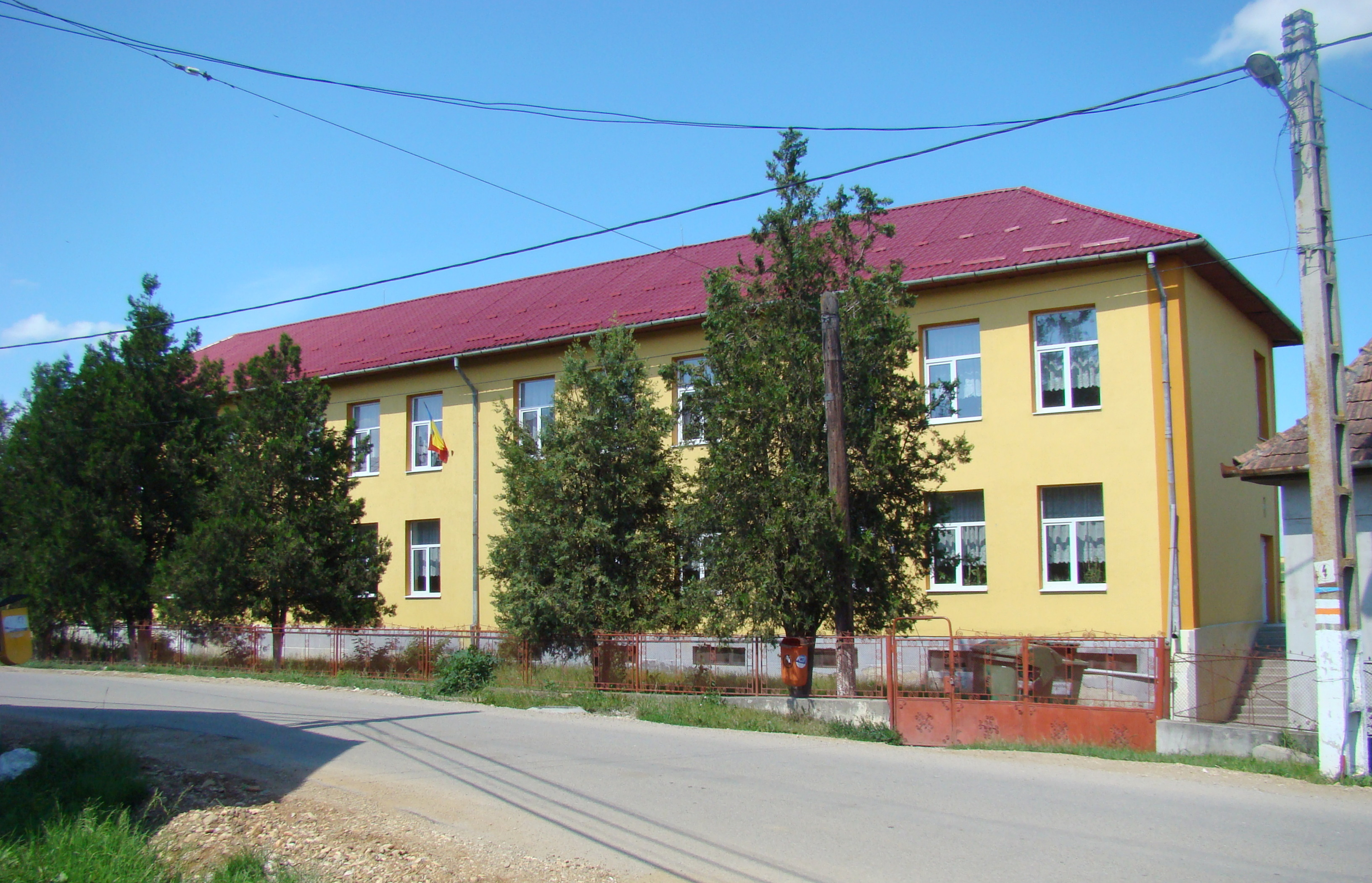
École
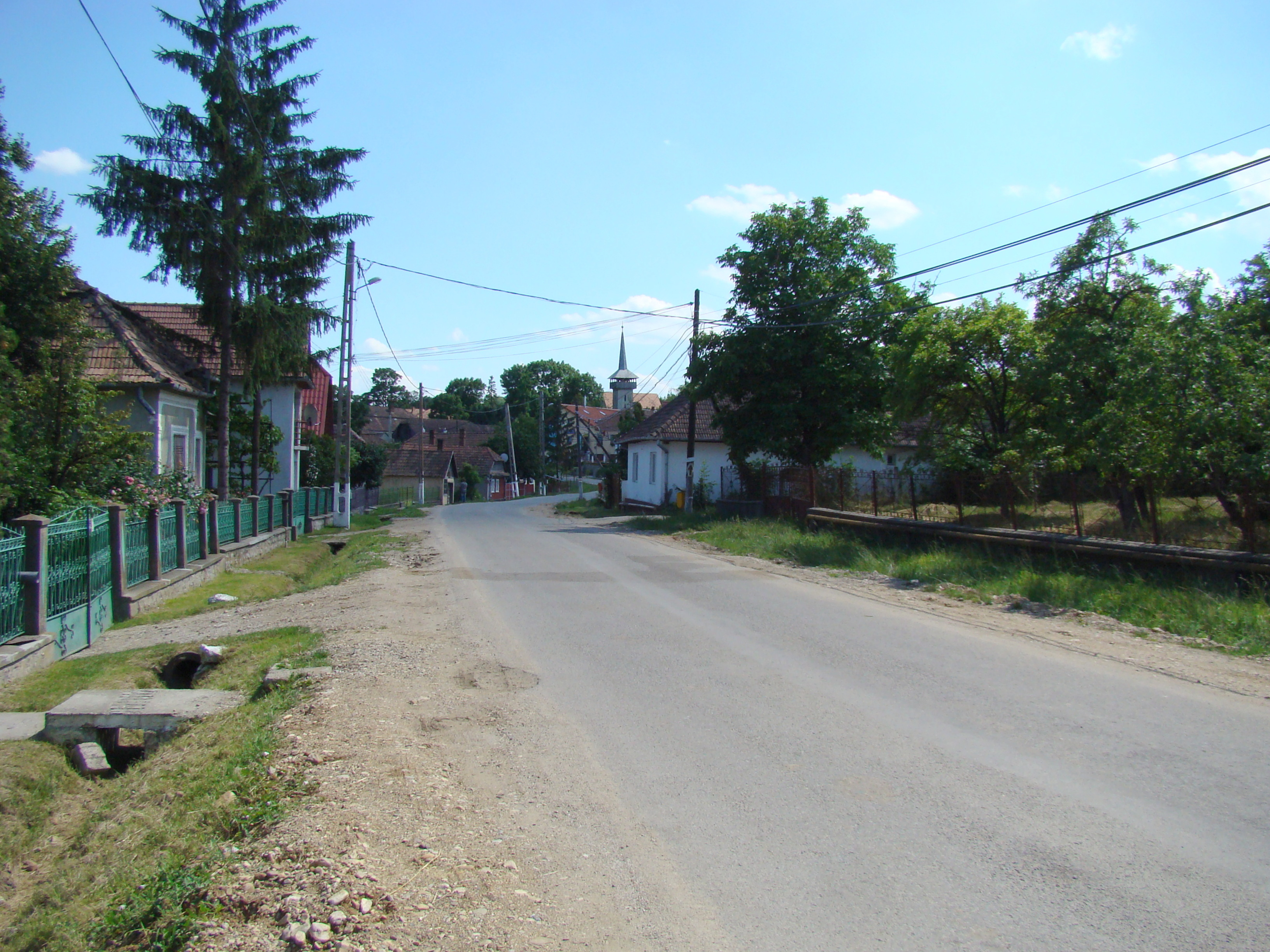
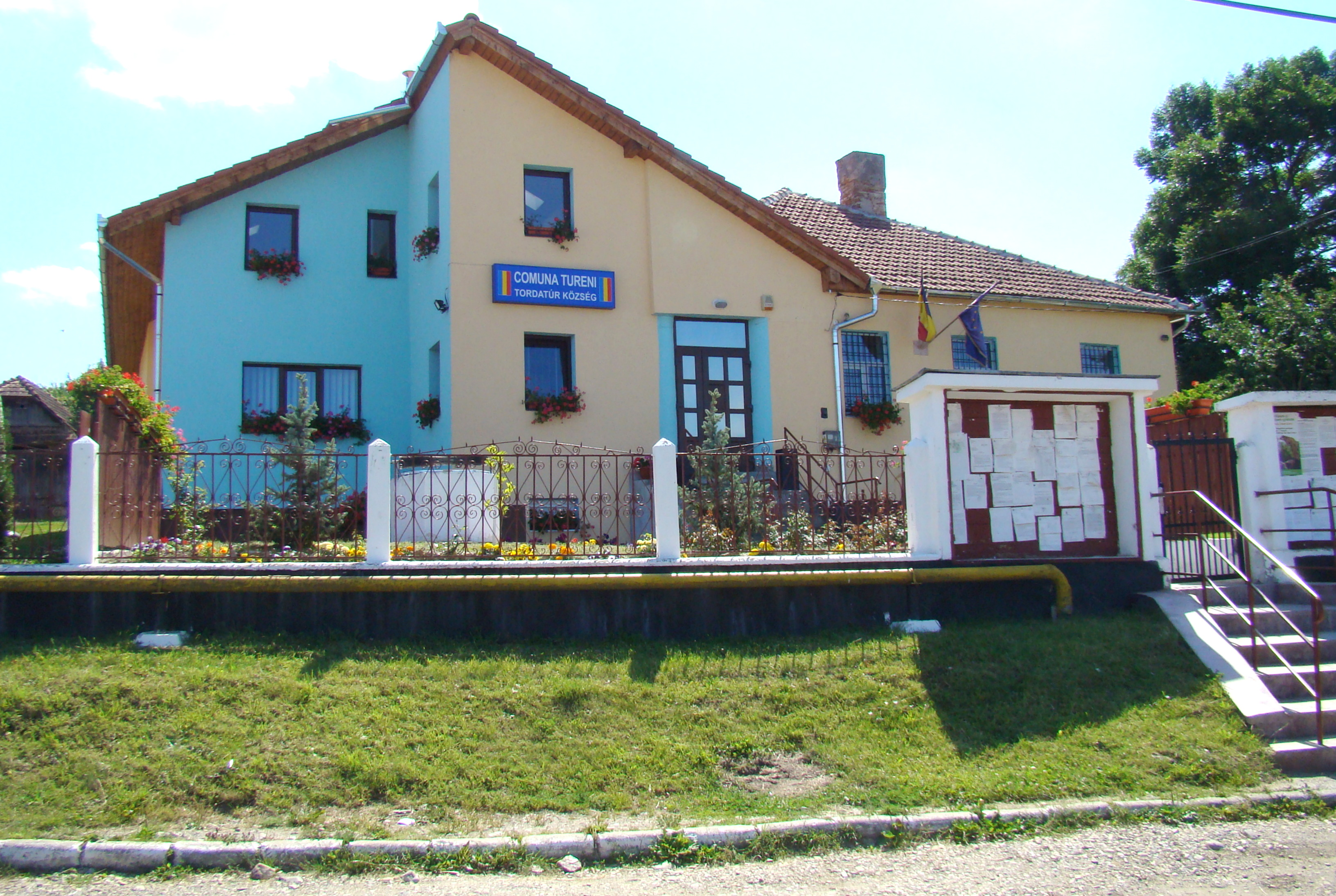
Salle
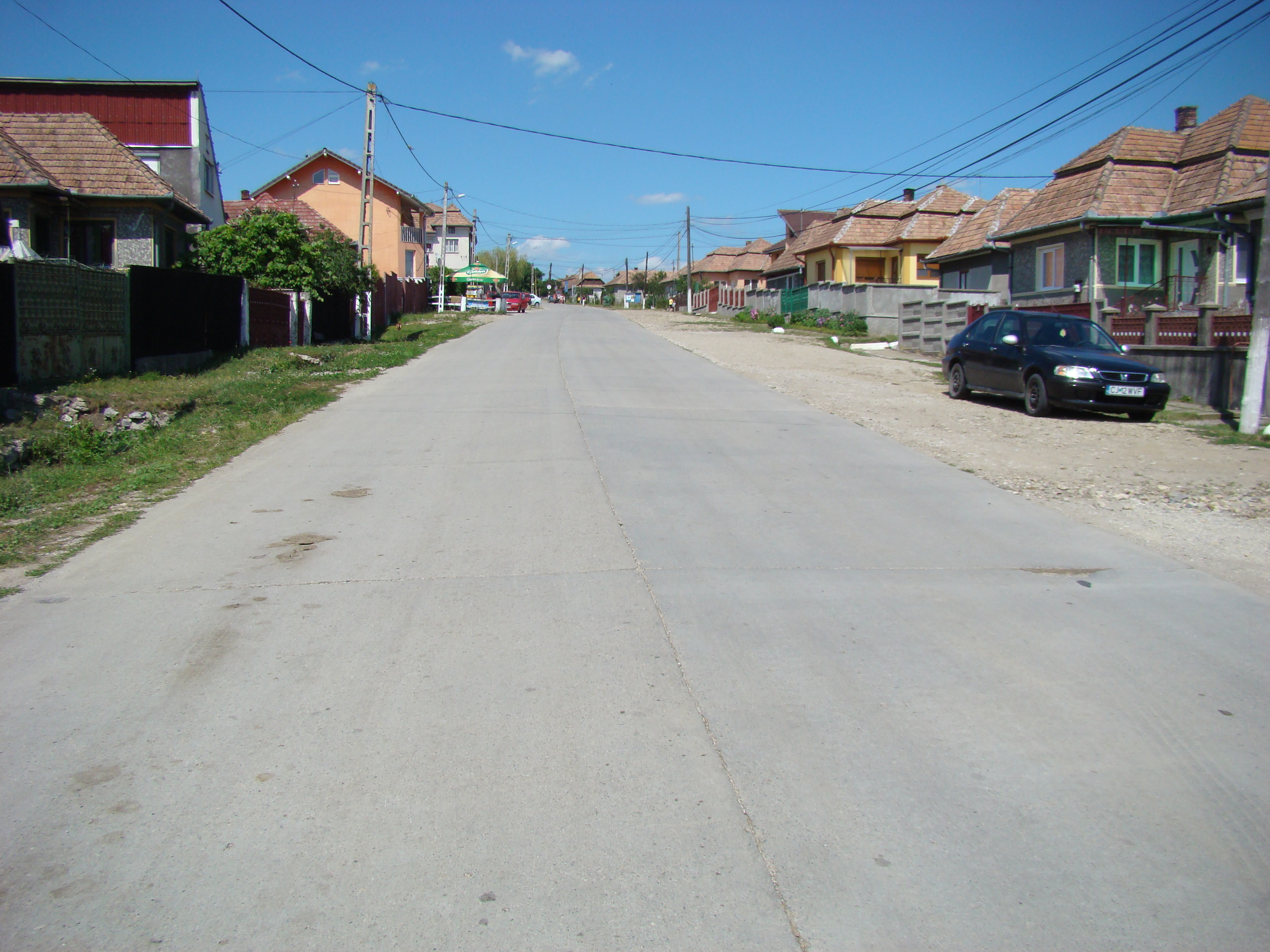
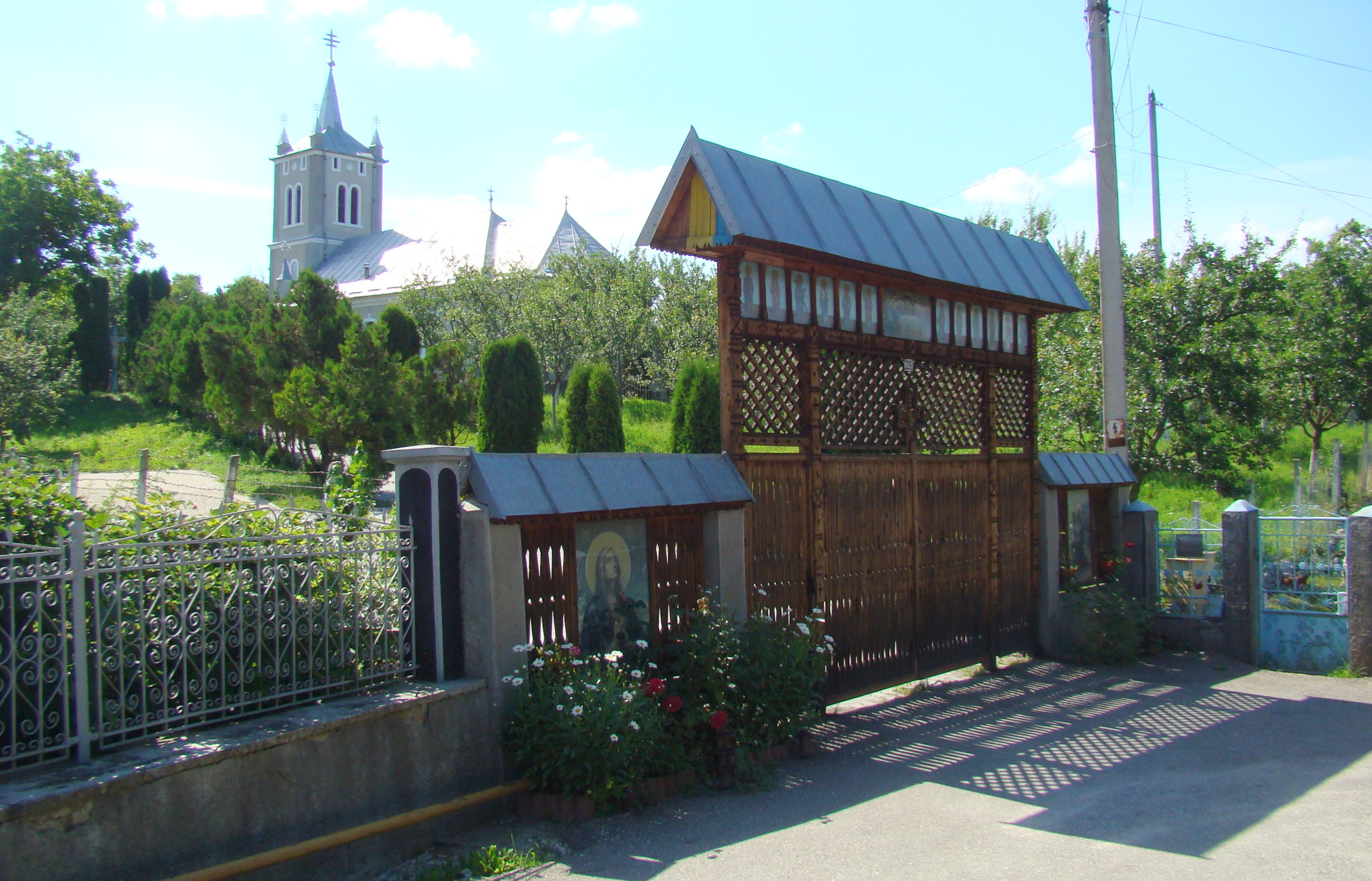
Église orthodoxe (1881)
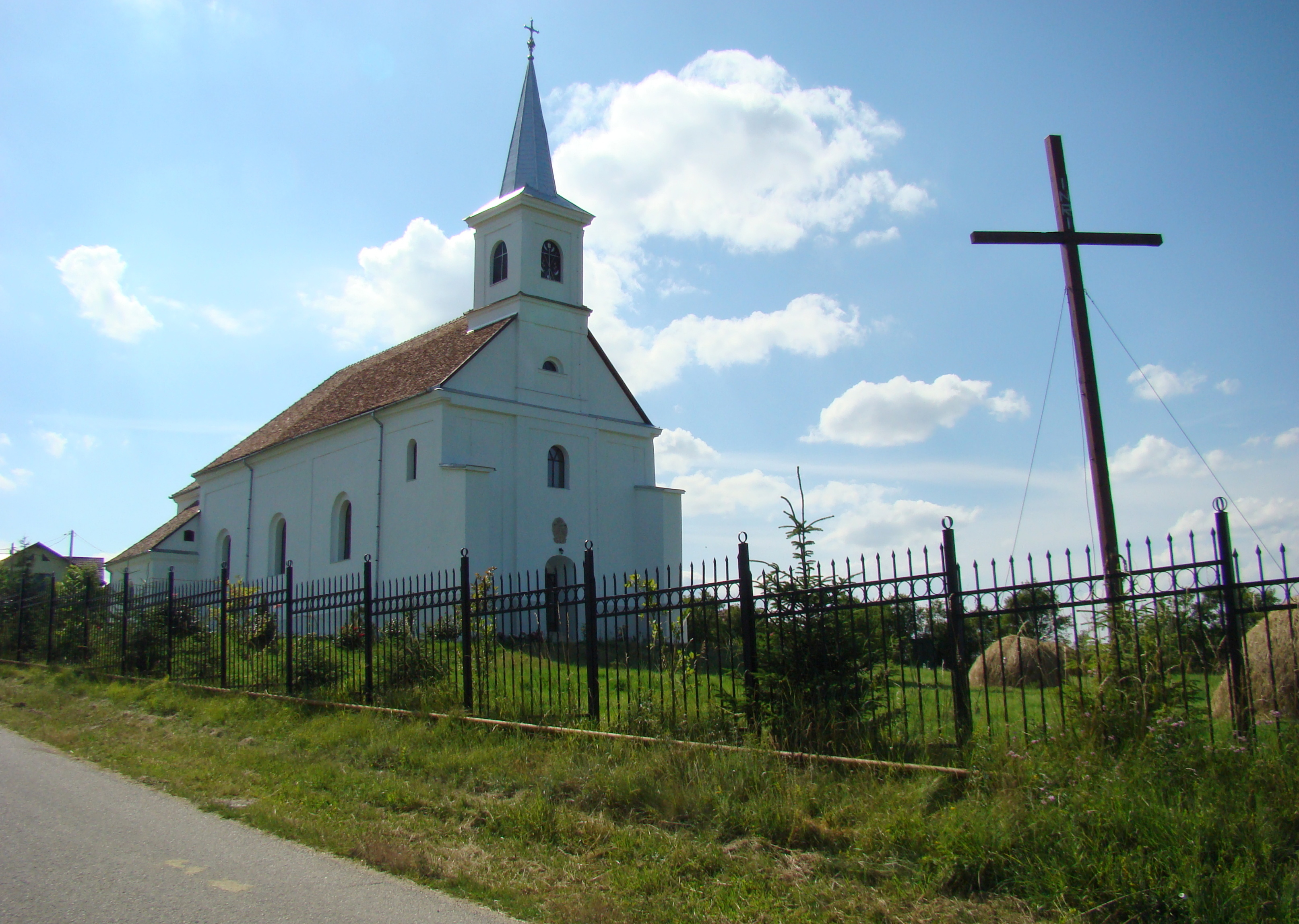
Église catholique romaine
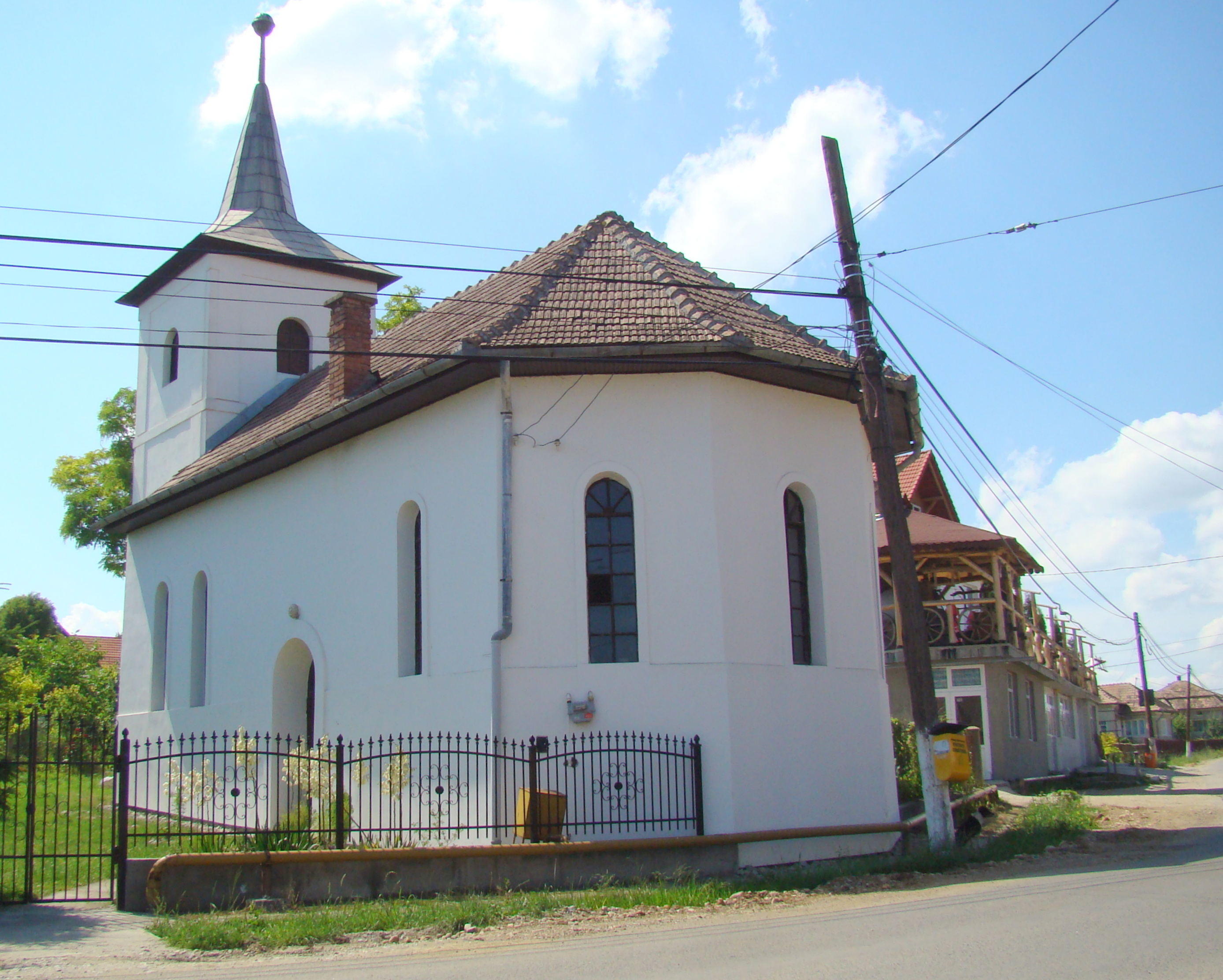
Église unitarienne (1906)
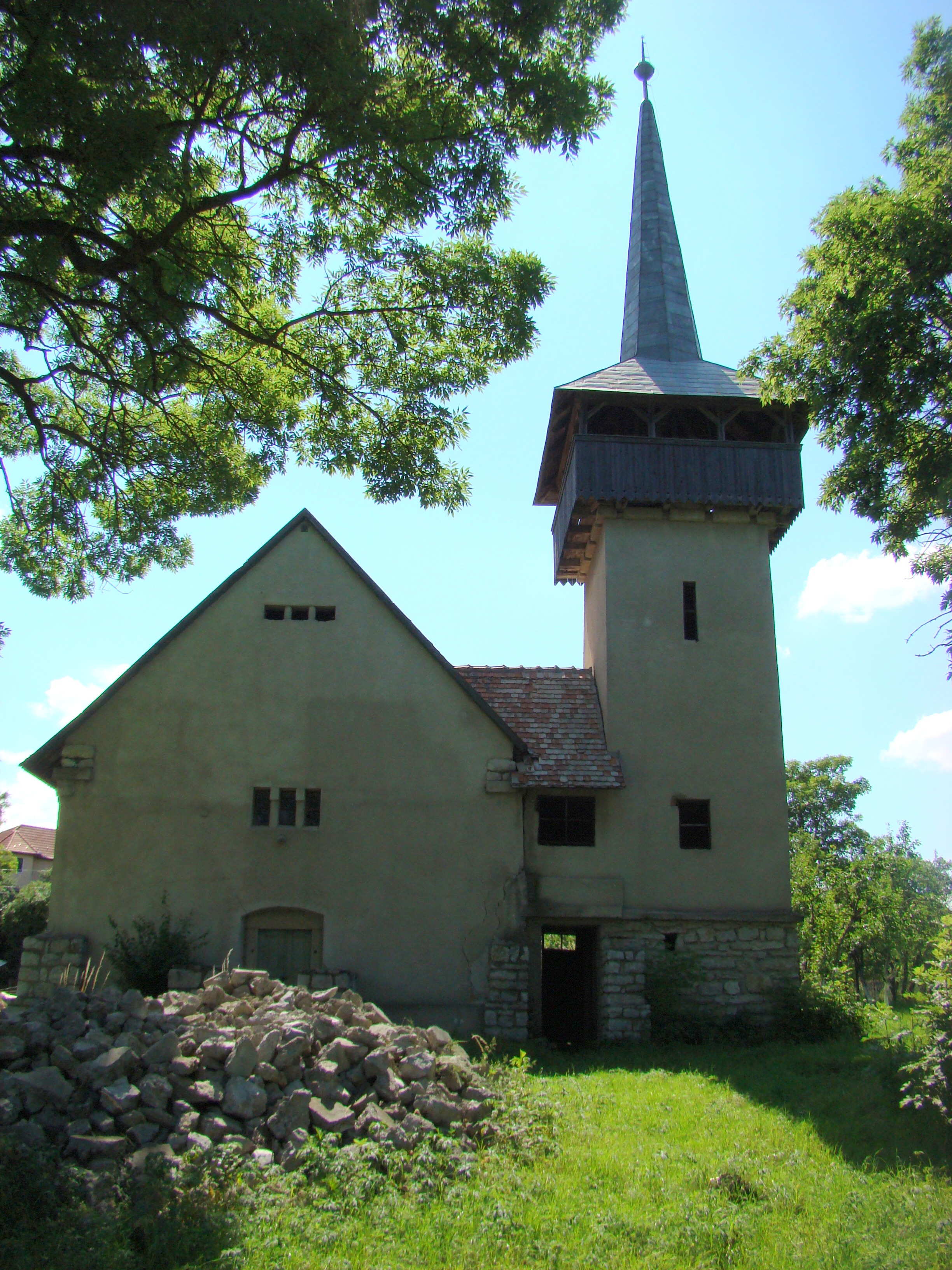
Église réformée
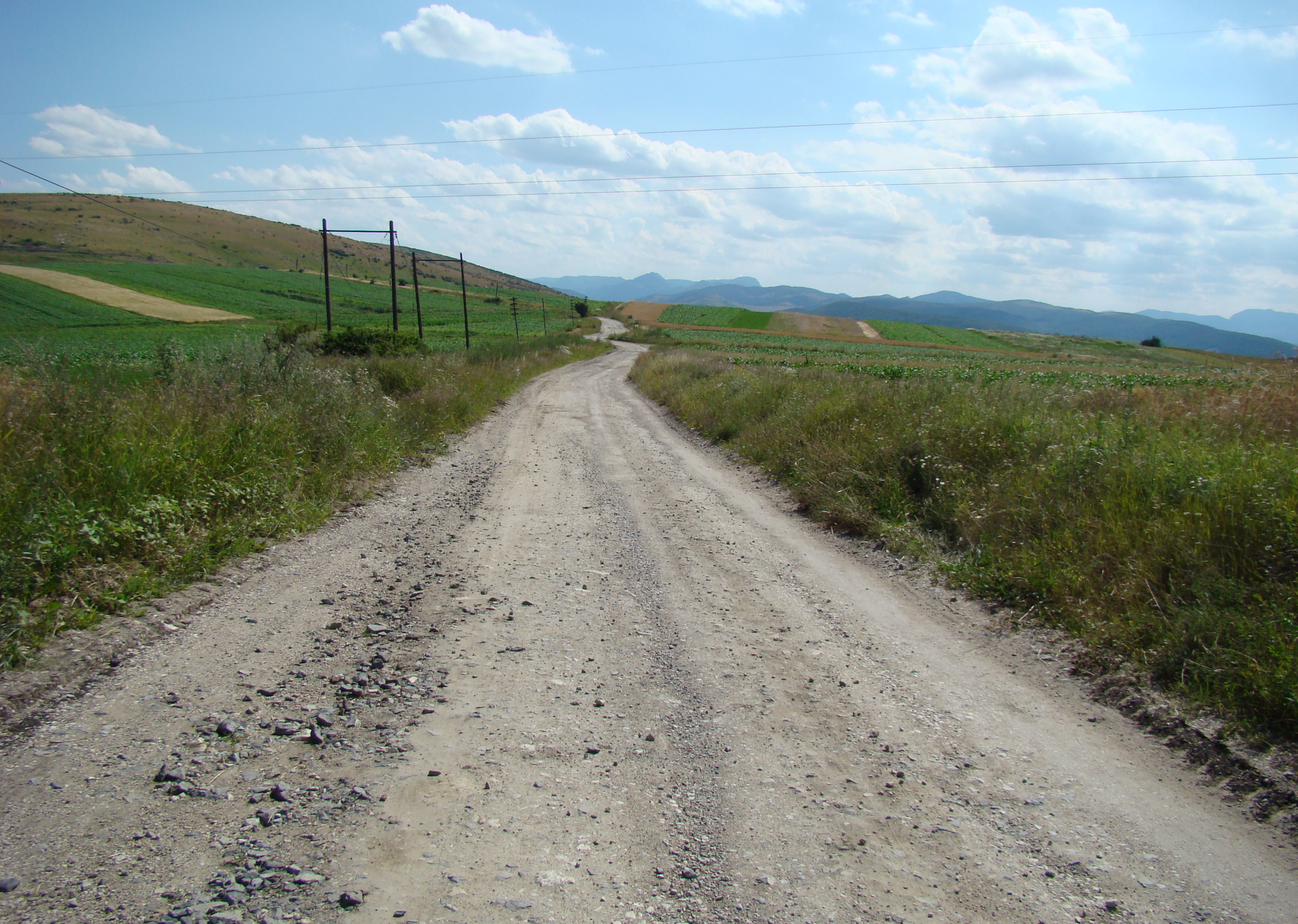
Route Tureni-Petreștii de Jos